# Maria Teresa Boix i Puig
Maria Teresa Boix i Puig (Terrassa, 8 d'octubre de 1933) és una soprano i mestra de música catalana.
Nascuda a Terrassa, es traslladà a viure amb la seva família a Sabadell el 1935. De ben jove, entrà a formar part de l'Orfeó de Sabadell, d'on més tard seria solista. Obtingué el diplomà de piano a l'Acadèmia Caminals de Barcelona i continuà els seus estudis al Conservatori Superior de Música del Liceu, obtenint els títols de professora de piano i de cant. Així mateix, fou distingida amb el premi extraordinari "Mercedes Bonis" per a cantants d'òpera pel mateix Conservatori. També fou directora del Cor de Nois i Noies de l'Orfeó de Sabadell entre 1975 i 1982, i fou fundadora de la "Coral del Conservatori" de l'Escola Municipal de Música de Sabadell, essent pionera en les classes de cant reglades a la ciutat per primera vegada el 1978. Ha sigut mestra de reconegudes figures com María Hinojosa o Montserrat Sanromà.
Entre d'altres, va conquerir el premi nacional de la millor mestressa catalana, en un concurs celebrat a Madrid el 1970 per la revista Ama.